# Championnats d'Europe de cyclisme sur piste juniors et espoirs 2025
Navigation
Championnats d'Europe 2024 Championnats d'Europe 2026
Les 25e Championnats d'Europe de cyclisme sur piste juniors et espoirs ont lieu du 15 au 20 juillet 2025 au sein du Vélodrome de Sangalhos à Anadia, au Portugal. C'est la huitième fois qu'Anadia accueille la compétition après 2011, 2012, 2013, 2014, 2017, 2022 et 2023.

## Programme
Pour la première fois dans un championnat d'Europe, les distances masculines et féminines sont égales sur les poursuites individuelles. De plus, le 500 mètres contre-la-montre féminin est remplacé par le kilomètre contre-la-montre pour s'aligner sur la distance masculine.

### Juniors
| Date                | Hommes                                                   | Femmes                                        |
| ------------------- | -------------------------------------------------------- | --------------------------------------------- |
| Mardi 15 juillet    | Scratch, vitesse par équipes                             | Scratch, vitesse par équipes                  |
| Mercredi 16 juillet | Course à l'élimination, kilomètre, poursuite par équipes | Course à l'élimination, Poursuite par équipes |
| Jeudi 17 juillet    | Poursuite individuelle                                   | Poursuite individuelle, vitesse individuelle  |
| Vendredi 18 juillet | Omnium, vitesse individuelle                             | Kilomètre, omnium                             |
| Samedi 19 juillet   | Course aux points, keirin                                | Course aux points, keirin                     |
| Dimanche 20 juillet | Course à l'américaine                                    | Course à l'américaine                         |

### Espoirs
| Date                | Hommes                                         | Femmes                                         |
| ------------------- | ---------------------------------------------- | ---------------------------------------------- |
| Mardi 15 juillet    | Course à l'élimination, poursuite individuelle | Course à l'élimination, poursuite individuelle |
| Mercredi 16 juillet | Scratch, vitesse par équipes                   | Scratch, vitesse par équipes                   |
| Jeudi 17 juillet    | Kilomètre, poursuite par équipes               | Poursuite par équipes                          |
| Vendredi 18 juillet | Course aux points                              | Course aux points, vitesse individuelle        |
| Samedi 19 juillet   | Omnium, vitesse individuelle                   | Kilomètre, omnium                              |
| Dimanche 20 juillet | Course à l'américaine, keirin                  | Course à l'américaine, keirin                  |

## Résultats
- (q) signifie que le coureur n'a pas participé à la finale pour la médaille, mais à un tour qualificatif.

### Juniors
| Épreuves               | Or | Argent                                                                                                 | Bronze                                                                     |
| ---------------------- | --- | --- | -------------------------------------------------------------------------- |
| Épreuves masculines    | | |                                                                            |
| Kilomètre              | Leonidas Rekowski                                                                                              | Dmitrii Pavlovskii                                                                                     | Julius Porthun                                                             |
| Keirin                 | Benjamin Bock                                                                                                  | Archie Gill                                                                                            | Dovydas Činga                                                              |
| Vitesse individuelle   | Archie Gill | Benjamin Bock                                                                                          | Thomas Melotto                                                             |
| Vitesse par équipes    | Grande-Bretagne- Kristian Larigo - Archie Gill - Ioan Hepburn - Charlie Holt (q)                               | Allemagne- Maurice Steckel - Leonidas Rekowski - Benjamin Bock - Finn-Liam Petterson (q)               | France- Tristan Favennec - Nicolas Laugier - Cameron Rabourdin             |
| Poursuite individuelle | Henry Hobbs | Luc Royer                                                                                              | Ruben Ferrari                                                              |
| Poursuite par équipes  | Italie- Francesco Cornacchini - Alessio Magagnotti - Riccardo Colombo - Francesco Matteoli - Ruben Ferrari (q) | Grande-Bretagne- Max Hinds - Rory Gravelle - Henry Hobbs - Daniel Thompson - Albie Jones (q)           | Allemagne- Raul Esch - Lenny Karstedt - Hugo Esch - Attila Höfig           |
| Course aux points      | Mark Popov | Heimo Fugger                                                                                           | Julian Bortolami                                                           |
| Américaine             | Belgique- Witse Bertels - Thor Michielsen                                                                      | Italie- Julian Bortolami - Riccardo Colombo                                                            | Allemagne- Hugo Esch - Attila Höfig                                        |
| Scratch                | Jacopo Vendramin                                                                                               | Maximilian Fitzgerald                                                                                  | Matvei Iakovlev                                                            |
| Omnium                 | Mark Popov | Nathan Marcoux                                                                                         | Witse Bertels                                                              |
| Élimination            | Heimo Fugger                                                                                                   | Matvei Iakovlev                                                                                        | Ilya Slesarenko                                                            |
| Épreuves féminines     | | |                                                                            |
| Kilomètre              | Erin Boothman                                                                                                  | Iuliia Chertikhina                                                                                     | Zita Gheysens                                                              |
| Keirin                 | Siria Trevisan                                                                                                 | Emilia Waterstradt                                                                                     | Zita Gheysens                                                              |
| Vitesse individuelle   | Emilia Waterstradt                                                                                             | Zita Gheysens                                                                                          | Iuliia Chertikhina                                                         |
| Vitesse par équipes    | Italie- Matilde Cenci - Siria Trevisan - Rebecca Fiscarelli - Agata Campana (q)                                | Allemagne- Amy Weber - Lara Colberg - Emilia Waterstradt                                               | Belgique- Lore Wolfs - Julie Geers - Zita Gheysens                         |
| Poursuite individuelle | Ida Fialla | Linda Rapporti                                                                                         | Arabella Blackburn                                                         |
| Poursuite par équipes  | Grande-Bretagne- Phoebe Taylor - Abigail Miller - Erin Boothman - Evie Smith - Arabella Blackburn (q)          | Italie- Linda Sanarini - Elisa Bianchi - Matilde Rossignoli - Chantal Pegolo - Erja Giulia Bianchi (q) | Allemagne- Paula Gloning - Sophia Schrödel - Julia Servay - Magdalena Leis |
| Course aux points      | Chantal Pegolo                                                                                                 | Polina Danshina                                                                                        | Ida Fialla                                                                 |
| Américaine             | Grande-Bretagne- Abigail Miller - Erin Boothman                                                                | Italie- Linda Sanarini - Chantal Pegolo                                                                | France- Lilou Jauvin - Jessica Rouat                                       |
| Scratch                | Ida Fialla | Agata Campana                                                                                          | Britt Jeucken                                                              |
| Omnium                 | Polina Danshina                                                                                                | Ida Fialla                                                                                             | Leyre Almena                                                               |
| Élimination            | Ida Fialla | Gabriela Kaczmarczyk                                                                                   | Aglaya Kokareva                                                            |

### Espoirs
| Épreuves               | Or                                                                                           | Argent                                                                                                  | Bronze                                                                                         |
| ---------------------- | -------------------------------------------------------------------------------------------- | --- | ---------------------------------------------------------------------------------------------- |
| Épreuves masculines    |                                                                                              | |                                                                                                |
| Kilomètre              | Henric Hackmann                                                                              | Etienne Oliviero                                                                                        | Esteban Sánchez                                                                                |
| Keirin                 | Nikita Kiriltsev                                                                             | Nikita Kalachnik                                                                                        | Lowie Nulens                                                                                   |
| Vitesse individuelle   | Nikita Kiriltsev                                                                             | Lowie Nulens                                                                                            | Marcus Hiley                                                                                   |
| Vitesse par équipes    | Italie- Stefano Minuta - Mattia Predomo - Daniele Napolitano                                 | Tchéquie- David Peterka - Adam Rauschgold - Jan Pořízek                                                 | France- Matthias Sylvanise - Oscar Caron - Etienne Oliviero                                    |
| Poursuite individuelle | Josh Charlton                                                                                | Renato Favero                                                                                           | Luca Giaimi                                                                                    |
| Poursuite par équipes  | Grande-Bretagne- Elliot Rowe - Ben Wiggins - Noah Hobbs - Josh Charlton - William Salter (q) | Allemagne- Moritz Binder - Bruno Keßler - Benjamin Boos - Max-David Briese - Ben Felix Jochum (q)       | Italie- Matteo Fiorin - Christian Fantini - Renato Favero - Luca Giaimi - Julian Bortolami (q) |
| Course aux points      | Juan David Sierra                                                                            | Daniil Kazakov                                                                                          | Elliot Rowe                                                                                    |
| Américaine             | Belgique- Thibaut Bernard - Milan Van den Haute                                              | Allemagne- Benjamin Boos - Bruno Keßler                                                                 | Grande-Bretagne- Ben Wiggins - Noah Hobbs                                                      |
| Scratch                | Davide Stella                                                                                | Lucas Menanteau                                                                                         | Karsten Feldmann                                                                               |
| Omnium                 | Héctor Álvarez                                                                               | Rik van der Wal                                                                                         | Ilya Savekin                                                                                   |
| Élimination            | Tom Crabbe                                                                                   | Emmanuel Houcou                                                                                         | William Lowth                                                                                  |
| Épreuves féminines     |                                                                                              | |                                                                                                |
| Kilomètre              | Alina Lysenko                                                                                | Rhian Edmunds                                                                                           | Clara Schneider                                                                                |
| Keirin                 | Alina Lysenko                                                                                | Rhian Edmunds                                                                                           | Iona Moir                                                                                      |
| Vitesse individuelle   | Iona Moir                                                                                    | Alina Lysenko                                                                                           | Rhian Edmunds                                                                                  |
| Vitesse par équipes    | Pologne- Oliwia Gerc - Natalia Walecka - Nicola Jankowska                                    | Grande-Bretagne- Rhian Edmunds - Iona Moir - Georgette Rand                                             | aucune                                                                                         |
| Poursuite individuelle | Federica Venturelli                                                                          | Grace Lister                                                                                            | Lisa van Belle                                                                                 |
| Poursuite par équipes  | Grande-Bretagne- Carys Lloyd - Maddie Leech - Isabel Sharp - Grace Lister                    | Allemagne- Seana Littbarski-Gray - Messane Bräutigam - Hannah Kunz - Pia Grünewald - Selma Lantzsch (q) | Belgique- Hélène Hesters - Lani Wittevrongel - Luca Vierstraete - Marith Vanhove               |
| Course aux points      | Alena Ivanchenko                                                                             | Ainara Albert                                                                                           | Luca Vierstraete                                                                               |
| Américaine             | Allemagne- Messane Bräutigam - Fabienne Jährig                                               | Pays-Bas- Lisa van Belle - Yuli van der Molen                                                           | Belgique- Hélène Hesters - Marith Vanhove                                                      |
| Scratch                | Messane Bräutigam                                                                            | Sara Fiorin                                                                                             | Laura Auerbach-Lind                                                                            |
| Omnium                 | Lisa van Belle                                                                               | Maddie Leech                                                                                            | Clémence Chéreau                                                                               |
| Élimination            | Valeria Valgonen                                                                             | Isabella Escalera                                                                                       | Anita Baima                                                                                    |

## Tableau des médailles
| Rang  | Nation                       | Or | Argent | Bronze | Total |
| ----- | ---------------------------- | -- | ------ | ------ | ----- |
| 1     | Grande-Bretagne              | 10 | 7      | 6      | 23    |
| 2     | Italie                       | 9  | 7      | 6      | 22    |
| 3     | Athlètes individuels neutres | 9  | 7      | 5      | 21    |
| 4     | Allemagne                    | 6  | 7      | 5      | 18    |
| 5     | Belgique                     | 3  | 2      | 8      | 13    |
| 6     | Danemark                     | 3  | 1      | 3      | 7     |
| 7     | Espagne                      | 1  | 2      | 2      | 5     |
| 7     | Pays-Bas                     | 1  | 2      | 2      | 5     |
| 9     | Autriche                     | 1  | 1      | 0      | 2     |
| 9     | Pologne                      | 1  | 1      | 0      | 2     |
| 11    | France                       | 0  | 5      | 4      | 9     |
| 12    | Irlande                      | 0  | 1      | 0      | 1     |
| 12    | Tchéquie                     | 0  | 1      | 0      | 1     |
| 14    | Lituanie                     | 0  | 0      | 1      | 1     |
| 14    | Norvège                      | 0  | 0      | 1      | 1     |
| Total | Total                        | 44 | 44     | 43     | 131   |